# Laboratori

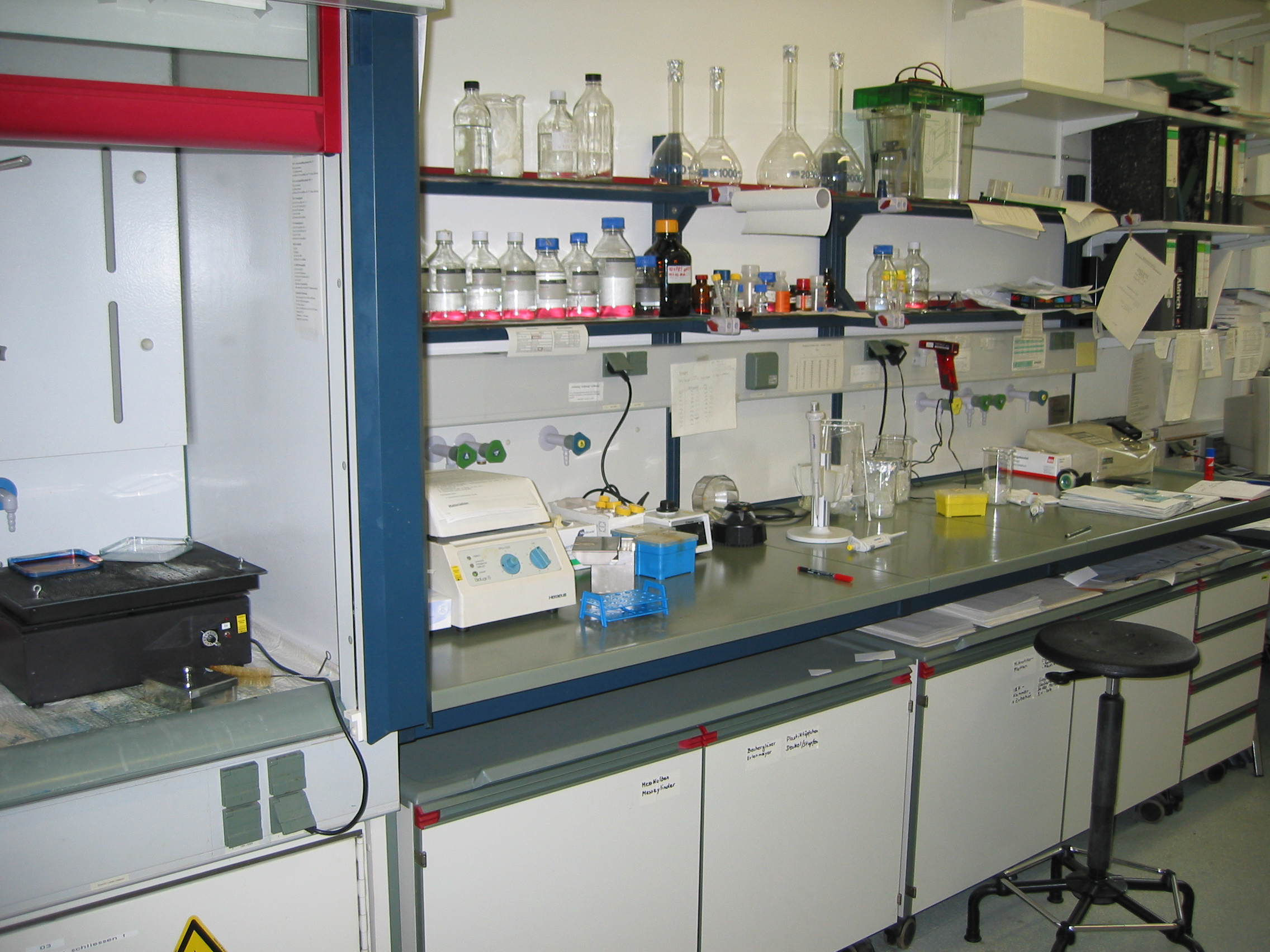
Laboratori de bioquímica

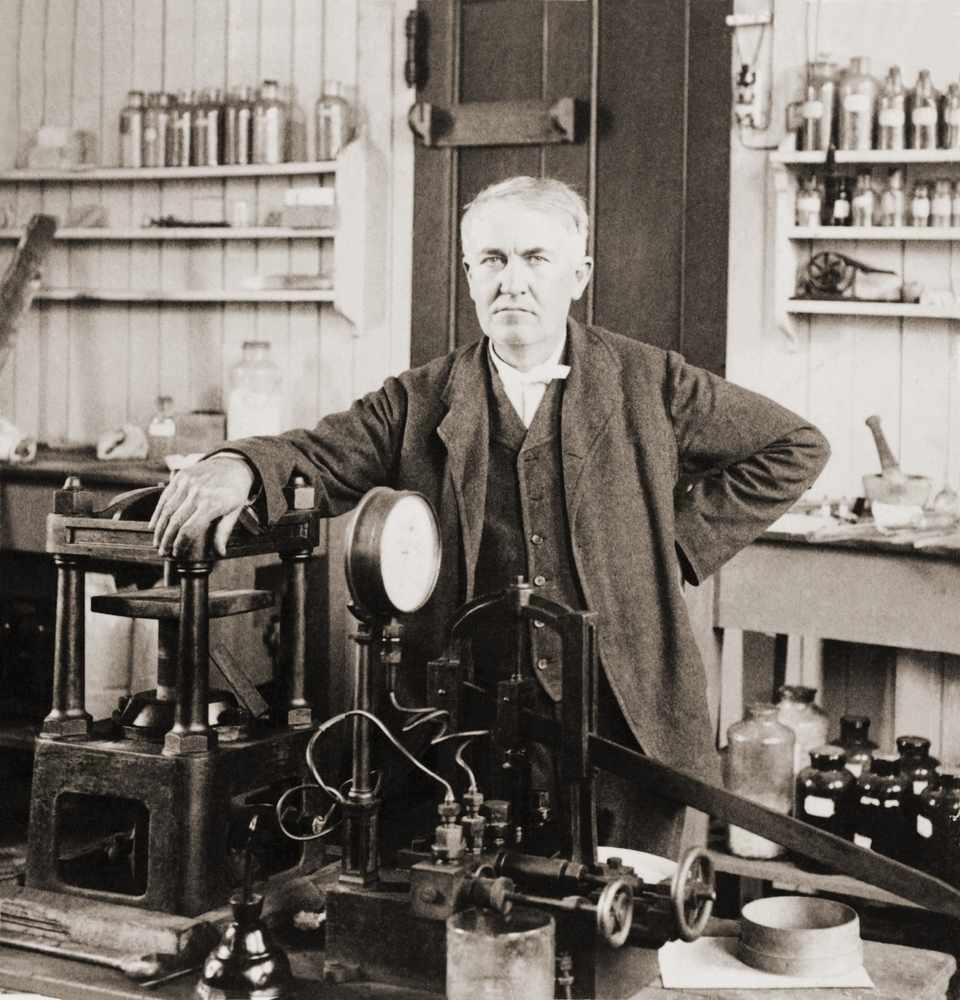
Thomas Edison al seu laboratori, 1901.

Un laboratori (del llatí medieval laboratorium) és un espai que permet efectuar mesures i experiments en unes condicions controlades per a la recerca científica. Els laboratoris moderns utilitzen un gran nombre d'instruments i procediments per estudiar, sistematitzar o quantificar els objectes de la seva atenció. Normalment estan especialitzats en una disciplina en concret (física, química, bioquímica, ...). Però el nom de laboratori també s'usa per a altres disciplines on també s'usa material especialitzat, i inclou la indústria farmacèutica: Laboratori de fotografia, Laboratori d'anàlisis clíniques, Laboratori farmacèutic, Laboratori clandestí (per a la fabricació de drogues il·legals) etc. Es poden trobar laboratoris científics en escoles, universitats, indústries, organismes oficials i militars, fins i tot a bord d'avions, vaixells i naus espacials.

## Visió general
L'organització i els continguts dels laboratoris estan determinats pels diferents requisits dels especialistes que hi treballen. Un laboratori de física podria contenir un accelerador de partícules o una cambra de buit, mentre que un laboratori de metal·lúrgia podria tenir aparells per a la fosa o refinat de metalls o per provar la seva resistència. Un químic o biòleg pot utilitzar un laboratori humit, mentre que el laboratori d'un psicòleg pot ser una habitació amb miralls unidireccionals i càmeres ocultes on observar el comportament. En alguns laboratoris, com els que utilitzen habitualment els informàtics, els ordinadors (de vegades superordinadors) s'utilitzen per a simulacions o per a l'anàlisi de dades. Els científics d'altres camps seguiran utilitzant altres tipus de laboratoris. Els enginyers també utilitzen laboratoris per dissenyar, construir i provar dispositius tecnològics.
Els laboratoris científics es poden trobar com a sala d'investigació i espais d'aprenentatge a escoles i universitats, indústria, instal·lacions governamentals o militars, i fins i tot a bord de vaixells i naus espacials.
Malgrat la noció subjacent del laboratori com un espai restringit per als experts, el terme "laboratori" també s'aplica cada cop més a espais de taller com Living Labs, Fab Labs o Hackerspaces, en els quals la gent es reuneix per treballar en problemes socials o fer prototips, treballant en col·laboració o compartint recursos. Aquest desenvolupament s'inspira en nous enfocaments participatius de la ciència i la innovació i es basa en mètodes de disseny centrats en l'usuari i conceptes com la innovació oberta o la innovació d'usuari. Una característica distintiva del treball en Open Labs és el fenomen de la traducció, impulsat pels diferents orígens i nivells d'expertesa de les persones implicades.

## Història

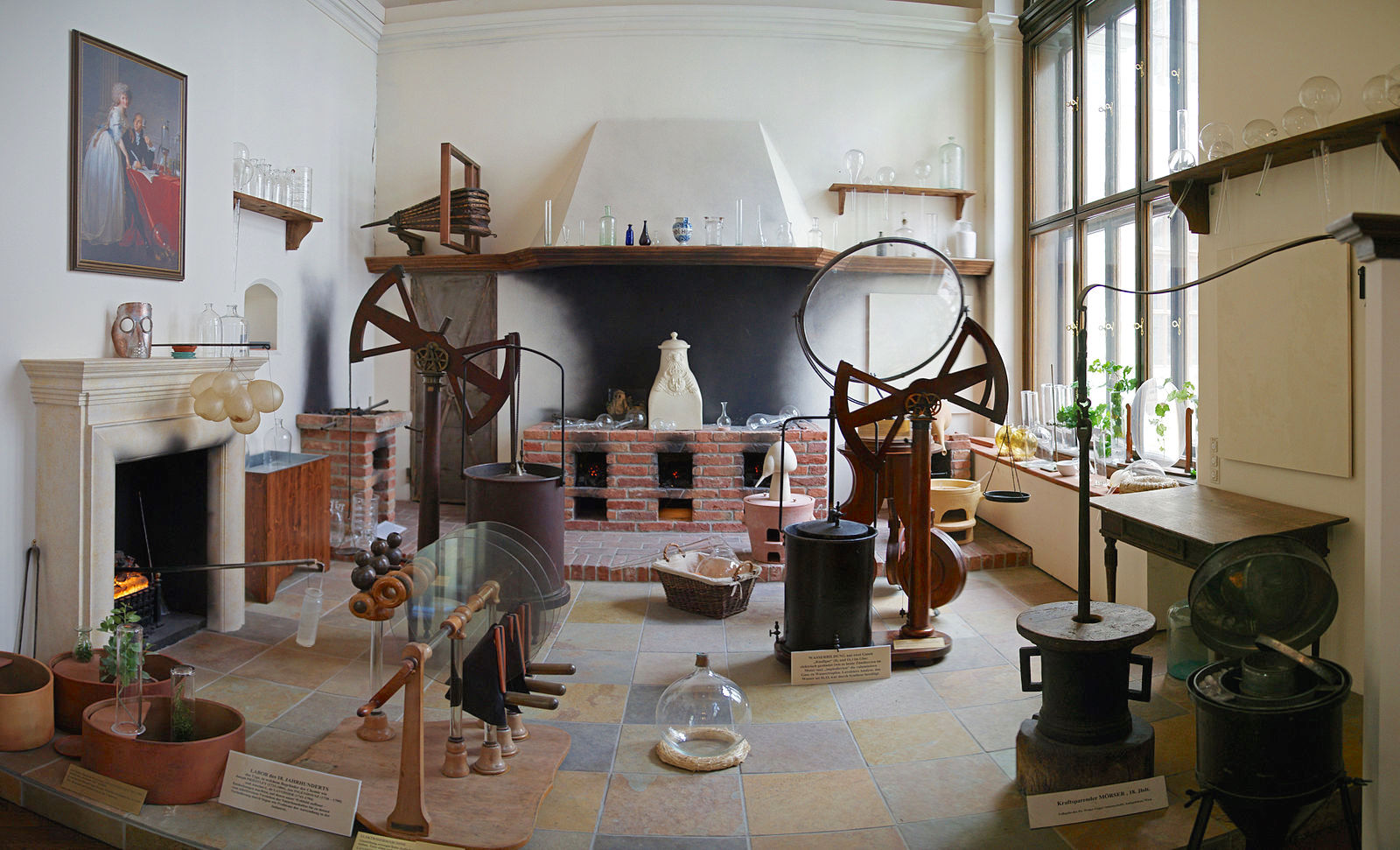
Laboratori químic del segle XVIII, semblant al que feien servir Lavoisier i els seus contemporanis. Naturhistorisches Museum Wien.

Els primers casos de "laboratoris" registrats en anglès van implicar l'alquímia i la preparació de medicaments.
L'aparició de Big Science durant la Segona Guerra Mundial va augmentar la mida dels laboratoris i l'equip científic, introduint acceleradors de partícules i dispositius similars.

###### Els primers laboratoris
El primer laboratori segons les proves actuals és un laboratori domèstic de Pitàgores de Samos, el conegut filòsof i científic grec. Aquest laboratori es va crear quan Pitàgores va dur a terme un experiment sobre els tons del so i la vibració de la corda.
A la pintura de Louis Pasteur d'Albert Edelfelt l'any 1885, es mostra Louis Pasteur comparant una nota a la mà esquerra amb una ampolla plena d'un sòlid a la mà dreta, i sense portar cap equip de protecció individual.
La investigació en equips va començar al segle XIX i al segle XX es van desenvolupar molts tipus d'equips nous.
L'any 2002 es va descobrir accidentalment un laboratori alquímic subterrani del segle XVI. Es creia que el propietari era Rodolf II, emperador del Sacre Imperi Romanogermànic. El laboratori es diu Speculum Alchemiae i es conserva com a museu a Praga.